# Geocrinia victoriana
Geocrinia victoriana är en groddjursart som först beskrevs av George Albert Boulenger 1888.  Geocrinia victoriana ingår i släktet Geocrinia och familjen Myobatrachidae. IUCN kategoriserar arten globalt som livskraftig. Inga underarter finns listade i Catalogue of Life.